# Chromatographie d'interaction hydrophobe
La chromatographie d’interaction hydrophobe (HIC pour hydrophobic interaction chromatography) est une chromatographie en phase liquide à haute performance utilisée pour la séparation sans dénaturation des acides aminés hydrophobes, des peptides et des protéines.

## Historique
En 1949, deux scientifiques aux noms de Shepard et Tiselius appellent cette technique « Salting-out Chromatography », à cause des molécules organiques solubles dans l’eau qui sont séparés par IEC (chromatographie d’échange ionique) et qui utilisent une solution de sel aqueux comme éluant. Après quelques ajustements apportés à cette méthode de séparation (rétention des protéines par des matrices faibles qui sont hydrophobes en présence de sels), Hjerten nomma cette technique pour la première fois « Hydrophobic Interaction Chromatography » en 1973.
Les premières études systématiques de l’HIC reposaient sur les observations suivantes. Lors du développement de la chromatographie d’affinité (séparation de composés par interactions biologiques ligand-substrat), une résine contenait des chaînes alkyles d’environ 2 à 10 carbones pour minimiser les interactions entre le ligand et la matrice. En examinant cette composante, les expérimentateurs observent que les colonnes pour préparer ce matériau retenaient certaines protéines spécifiques. En 1972, la séparation d’une protéine sur une surface solide spécialisée hydrophobe a été effectué par Yon et Shaltiel (à noter qu’ils utilisaient le terme « Hydrophobic Chromatography », car le vrai terme HIC est apparu en 1973). Cette expérience a introduit le principe de séparation par HIC. La découverte de cette technique de séparation permet une meilleure étude des biomolécules, surtout des protéines et l’étude de ceux-ci s’avèrent intéressant parce qu’ils touchent plusieurs domaines ; la santé, la biologie, chimie, etc. et être capable d’analyser ces biomolécules peuvent permettre à faire des avancées scientifiques dans ces domaines.

## Applications
La chromatographie d'interaction hydrophobe possède plusieurs applications dans le domaine de la biochimie. Cette technique de séparation est utile pour pouvoir purifier ainsi que séparer certaines biomolécules tout en gardant les activités biologiques normales (parce que les conditions imposées ne dénaturent pas les protéines, enzyme, etc.).
Les domaines industriel et pharmaceutique s’intéressent aussi à cette méthode de séparation pour la purification des protéines ; généralement ils utilisent trois méthodes de séparation pour obtenir une meilleure pureté ; deux IEC (chromatographie d’échange ionique) et un HIC à la fin.
L’utilisation de la HIC est aussi importante pour aider à développer des protéines thérapeutiques, des enzymes, DNA vaccins, anticorps, des protéines complexes ainsi que d’approfondir la compréhension sur le repliement des protéines et leur interprétation en thermodynamique. Aussi, pour le domaine du génie biomédical, ils utilisent l’HIC pour pouvoir étudier l’aspect thermodynamique des protéines.
Pour l’instrumentation, peu de matériel est requis. Il faut avoir, dans des petites capsules ; l’échantillon qu’on veut examiner, un sel utilisé pour le rinçage et un sel qui comporte le rôle de l’éluant. Par exemple, pour analyser la protéine GFP (concentration de sels bas) par HIC, il faut 250μL de ce composé, 250μL de la solution du sel de rinçage (sel de force moyenne) et environ 750μL d’une solution qui ne contient pas de sel (pour l’élution). Il faut par la suite une colonne à l’intérieur de laquelle le matériau hydrophobe se retrouve. La colonne s’insère dans une éprouvette (pour récupérer les substances qui sortent de celle-ci) et il faut avoir un peu d’air qui s’échappe entre la colonne et l’éprouvette pour éviter que les composés s’échappent trop vite de la colonne (on peut mettre un petit morceau de papier entre les deux). Il faut une pipette pour introduire l’échantillon (solution de rinçage et solution d’élution également) dans la colonne. Après l’élution de l’analyte récupéré, ceux-ci peuvent être conservés dans des récipients (micro-tubes). Les récipients peuvent être petits parce que la majorité des composés à l’étude sont introduits en μL. À noter qu’un support à éprouvette peut être nécessaire si l’expérimentateur.

## Instrumentation[5]
L’instrumentation pour la chromatographie d'interaction hydrophobe peut être automatisable et semi-automatisable. Le fait que la technique peut être automatisable permet de réaliser des séparations plus rapidement, permet d’obtenir un plus grand nombre de données fiables (reproduit la séparation sous les mêmes conditions).
En addition, il existe plusieurs facteurs qui peuvent optimiser la séparation :
- Choisir une résine qui possède beaucoup de sites disponibles (plus d’interactions de l’analyte avec la résine contribue à avoir un meilleur rendement).
- Choisir un Ligand très pur (augmente la sélectivité pour l’analyte, qui augmente le rendement.

Pour être capable de faire des mesures quantitatives de l’analyte séparé, un chromatogramme est une partie de l’instrumentation nécessaire à avoir dans l’espace de travail de l’expérimentateur.

## Fonctionnement

### Élution[6]

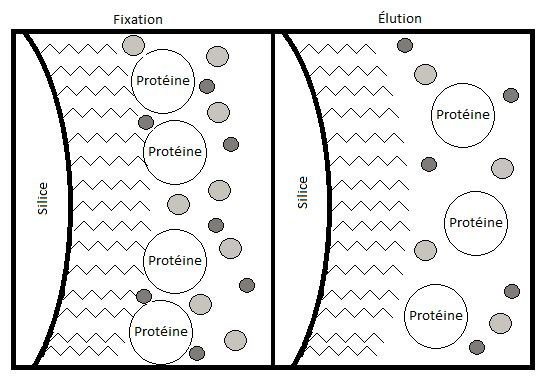
Principe de rétention en HIC
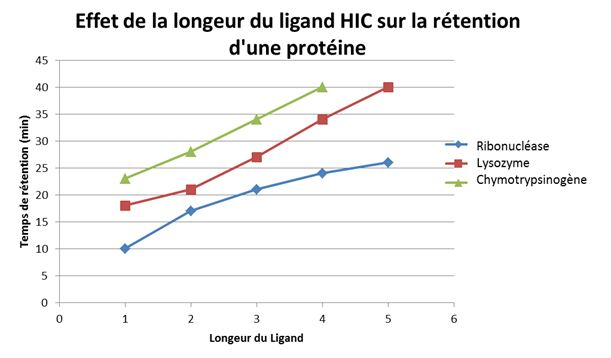
Influence de la longueur du ligand HIC sur la rétention d'une protéine

### Influences[5]
Il existe quatre grands facteurs qui viennent modifier la séparation par HIC.

#### Influence du choix et de la concentration du sel antichaotropique
Une des considérations la plus importante est le choix du sel et sa concentration de départ (salinité initiale) ainsi que sa concentration de fin d’élution (salinité finale). Il faut d’emblée comprendre que la capacité d’un sel à favoriser la rétention de la protéine sur la phase stationnaire suit la même relation que lors de la précipitation des protéines. Cette relation est illustrée dans le tableau suivant, qui illustre la série de salage de Hofmeister. L’effet salting-in (effet chaotropique) indique la tendance de la solubilité dans l’eau d’une protéine à augmenter lorsque nous augmentons la force ionique et l’effet (lyotropique) salting-out indique la tendance de la solubilité dans l’eau d’une protéine à diminuer lorsque nous augmentons la force ionique. Il va donc de soi de dire que selon la série de Hofmeister suivante, les sels de Ba2+ est celui qui favorise le plus la rétention de la protéine sur la phase stationnaire (c’est celui avec l’effet chaotropique le plus marqué de par sa grande capacité à solubiliser les protéines en milieu fortement salin) tandis que le PO43− est le sel qui favorise le plus l’élution de la protéine (c’est celui avec l’effet chaotropique le moins marqué de par sa faible capacité à solubiliser les protéines en milieu fortement salin). Cependant, le sel le plus utilisé est le sulfate d’ammonium (grande effet lyotropique et petit effet chaotropique). Lors de la considération des effets chaotropique/lyotropique, il ne faut pas oublier de considérer la solubilité du sel car si la quantité de sel qu’on doit mettre dépasse sa solubilité dans l’eau, l’expérimentateur aura des ennuis puisque la force ionique (gradient d’élution) ne sera pas comme prévu.

##### Série Hofmeister des ions lyotropiquee ou chaotropique
- Augmentation de l’effet lyotropique (Salting out) . Classé de l’effet le moins au plus prononcé.

SCN− < ClO4− < NO3− Br− < Cl− < COO− < SO42− < PO43−
- Augmentation de l’effet chaotropique (Salting in). Classé de l’effet le moins au plus prononcé.

NH4+ < Rb+ < K+ < Na+ < Cs+ < Li+ < Mg2+ < Ca2+ < Ba2+

#### Influence du pH de la phase mobile

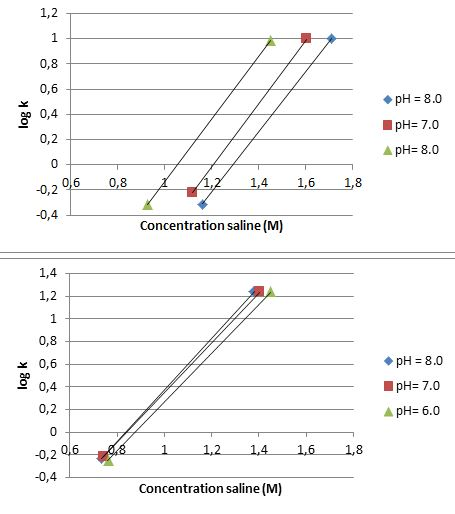
Influence du pH sur la rétention en HIC

Ce facteur entre en jeu seulement lorsque les bases ou acides des acides aminés sont situées à proximité d’un site hydrophobe. Dans le cas où une protéine aurait des acides aminées acide (ou basique) sur le site apolaire de la molécule (où se fait le contact entre la molécule et la phase stationnaire), le pH vient influencer la rétention. Si la protéine contient des acides aminés éloignés du site de contact, le pH n’est pas un facteur. Cela est illustré dans l’exemple suivant. Dans le graphique du haut, la molécule (lysozyme de faisan à col) contient un acide aminé (histidine) près du site de liaison entre la molécule et la phase stationnaire. Dans le graphique du bas, la molécule (lysozyme de poule) ne contient pas d’acide aminé près du site de liaison entre la molécule et la phase stationnaire. On voit alors la dépendant entre la rétention et le pH dans la situation A (haut) mais pas dans la situation B (bas).

#### Influence de la présence d’additifs
La présence d’additif vient affecter la rétention de deux manières. En se liant à la colonne, le tensioactif vient diminuer son hydrophobicité, ce qui influence la rétention. Un tensioactif est une molécule qui contient deux parties avec des polarités différentes. En se liant à la molécule, le tensioactif vient diminuer son hydrophobicité, ce qui influence la rétention. En effet, la section hydrophobe du tensioactif se lit avec la section hydrophobe de la protéine. Par contre, l’autre bout des tensioactifs est hydrophile donc le «complexe» formé par le tensioactif et la protéine est maintenant moins hydrophobe et plus hydrophile, ce qui diminue la rétention. Par contre, l’ajout de tensioactif a une dimension d’utilité. En effet, si on cherche à séparer plusieurs molécules excessivement apolaires sur une C-8, cela serait impossible nous n’arriverions pas à solubiliser les molécules dans une solution très saline; la séparation serait alors impossible. Par contre, en ajoutant des surfactants dans la solution, on permet à des espèces très hydrophobes (telles que des protéines membranaires), de se solubiliser et ainsi d’être séparé par HIC. On peut aussi ajouter des solvants organiques comme additifs.

#### Influence de la température
La rétention en HIC est directement proportionnelle à l’entropie. En chauffant, on augmente l’entropie et donc on augmente aussi le temps de rétention des molécules sur la phase stationnaire apolaire. Ce comportement est opposé par rapport au comportement général de la relation température-rétention en chromatographie liquide. En effet, la tendance générale est que plus on chauffe, plus on donne de l’énergie au système et plus il sera facile de rompre les interactions intermoléculaire qui unissent la molécule à la phase stationnaire. Par contre, dans le cas de la HIC, lorsqu’on chauffe la molécule apolaire, il se produit des changements de conformations. Ces changements de conformation (accessible plus la température augmente), font en sorte de rendre disponible des groupements apolaires qui étaient préalablement pas disponible dans la conformation à basse température. Ainsi, plus on est à haute température, plus il y a de groupement apolaires disponible pour se lier à la phase stationnaire apolaire et plus il y a de rétention.

## Manipulations
En temps normal, ce type de chromatographie se termine par la création d’un gradient descendant de la force ionique de l’éluant . Donc après avoir injecté l’analyte en solution, l’élution débute avec un éluant avec une force ionique plus grande que la force ionique de l’éluant vers la fin de la séparation. Bien entendu, les conditions séparations ne sont pas établies au hasard, elles dépendent de la nature de la phase mobile, de l’analyte, etc. 

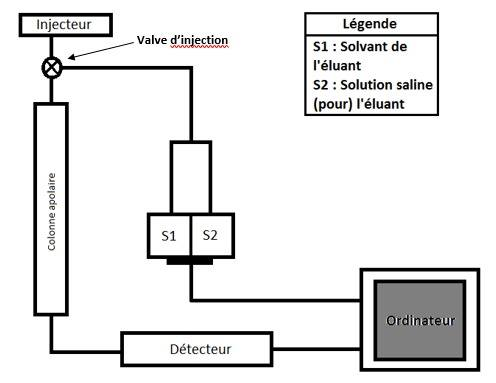
Montage théorique de la méthode

### La force ionique
Pour bien comprendre l’utilité du gradient de force ionique créé par le chimiste, il faut d’abord bien saisir le concept de force ionique. La force ionique d’une solution est une donnée qui caractérise l’encombrement ionique pouvant être observée dans une solution . Voici l’expression de cette force :
{\displaystyle I={\frac {1}{2}}\sum (C_{i}{z_{i}}^{2})}
Donc comme il est possible de le déduire par cette formule, la force ionique dépend de la concentration de la solution (Ci) en l’ion dont il est question, et de la charge (zi) de cet ion. Puisque le même sel sera utilisé tout au long de la séparation, donc pas de changement au niveau du paramètre zi, le paramètre restant, qui peut être changé, est la concentration de l’ion dans la solution (ici, il s’agit de l’éluant). Parfois, le terme salinité sera utilisé car augmenté ou diminué la concentration en ion équivaut à augmenter ou diminuer la salinité de l’éluant. Si un gradient descendant de force ionique veut être obtenue, il faut donc diminuer la concentration en ion dans l’éluant.

### Prédiction de l'hydrophobicité[7]
Pour produire un tel gradient, de façon précise et efficace, il faut un dispositif électronique qui servira à produire la phase mobile en fonction d’un programme préétablie par le chimiste.
Le chimiste a aussi des techniques lui permettant de prédire l’hydrophobicité des molécules étudié et aussi de prédire les temps de rétention. Ces méthodes préparatoires lui permettent de bien préparer les séparations pour s’approcher d’une expérimentation optimale, du moins, le plus possible.
Pour prédire l’hydrophobicité d’une molécule, paramètre qui sera ensuite utilisé pour le calcul théorique du temps de rétention, le chimiste à plusieurs approches possible. La plus utilisée consiste en l’utilisation d’une formule qui prouvée sa justesse dans plusieurs cas. À partir de cette formule, seront expliqués les paramètres considérés lors du calcul.
{\displaystyle \phi _{s}={\frac {\sum (s_{a}\times \phi _{a})}{s_{p}}}}
Dans cette formule, sa est une valeur qui représente l’espace disponible, pour un acide aminé donnée, où le solvant peut aller se loger. Autrement dit, ce coefficient représente le volume qui peut être occupé par l’acide aminé en question. Bien sûr, il ne suffit pas de prendre en compte la représentation 1D de la molécule pour pouvoir effectuer un tel calcul. L’arrangement tridimensionnel est un élément-clé de l’hydrophobicité de la protéine. фa est une valeur propre à chaque acide aminé, qui témoigne de l’hydrophobicité de ce dernier. Il existe des tables répertoriant ces valeurs. Ces tables ne sont pas toutes identiques car leurs auteurs n’ont pas tous résolu le problème de la même façon, mais finalement, les valeurs sont toutes très apparentées. L’une des tables d’hydrophobicité des acides aminés jugée la plus juste, est celle élaborée par Miyazawa et Jernigan, en 1996. Au numérateur de la fraction, il y a une sommation. Cela signifie que tous les acides aminés doivent être évalués de façon individuelle lors d’un tel calcul. La dernière variable est le sp et représente l’espace total accessible au solvant lors de l’élution. фs représente le paramètre recherché, soit l’hydrophobicité de la molécule.

### Prédiction de la rétention[7]
Quand vient le temps d’évaluer le temps de rétention d’une molécule, généralement d’une protéine, le chimiste a besoin de connaître l’hydrophobicité de la molécule ainsi que les paramètres de la séparation comme mentionné dans la section « fonctionnement ». Une formule a été développée pour permettre le calcul théorique de ce temps, la voici :
{\displaystyle DRT=A'\times {\phi _{s}}^{2}+B'\times \phi _{s}+C'}
Les variables A’, B’ et C’ représentent trois paramètres de séparation établis par le chimiste. Le terme фs représente l’hydrophobicité de la molécule. C’est le paramètre calculé à l’aide de la formule décrite plus haut.